# Ехірит-Булагатський район

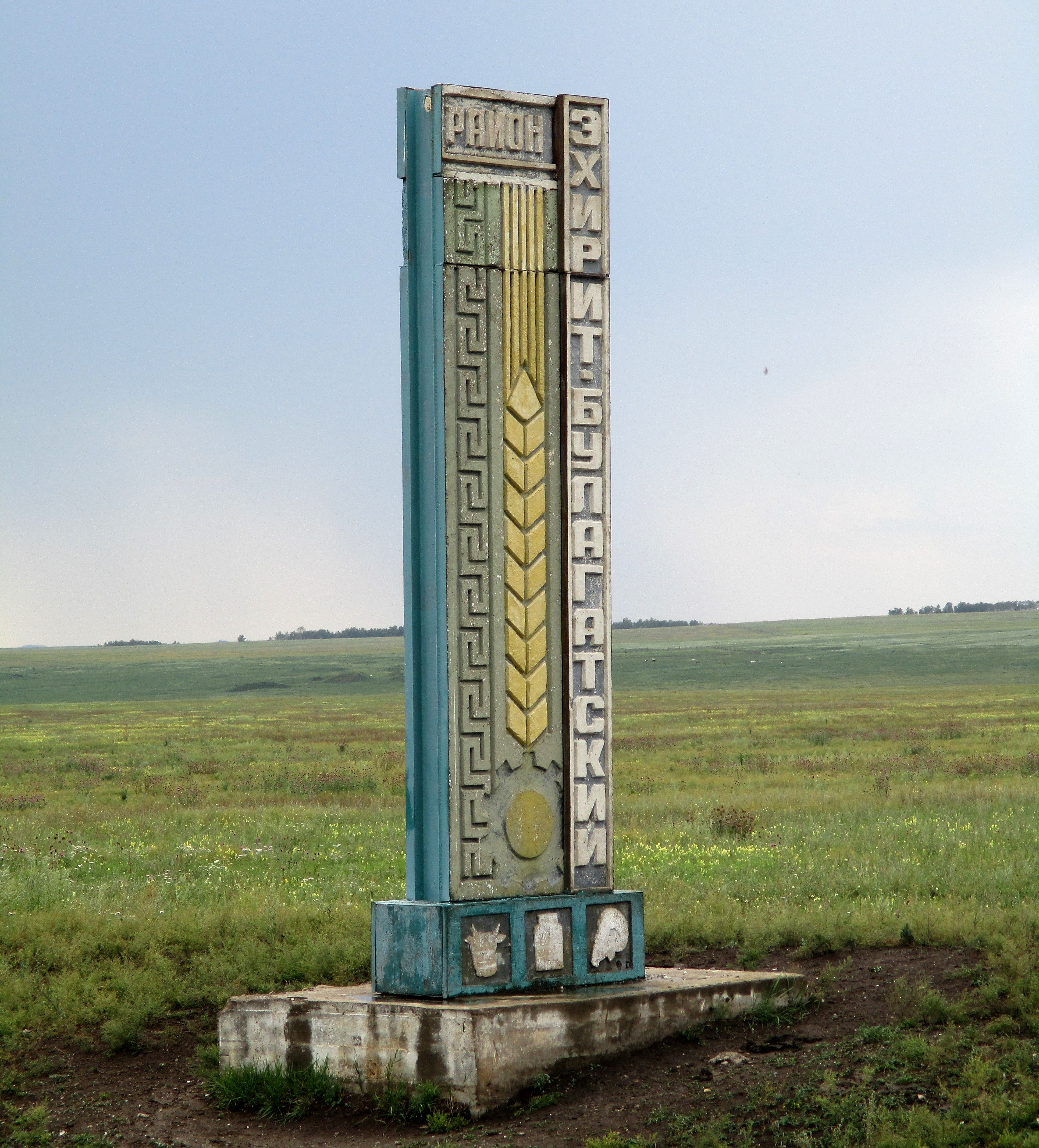
В'їзний знак

Ехірит-Булагатський район (рос. Эхирит-Булагатский район, бур. Эхирэд-Булагадай аймаг) — адміністративно-територіальна одиниця (муніципальний район) Іркутської області Сибірського федерального округу Росії. Входить до складу Усть-Ординського Бурятського округу. 
Адміністративний центр - селище Усть-Ординський.

## Етимологія
Назва району походить від великих племінних об'єднань бурят - ехіритів та булагатів, які з давніх-давен населяють ці території, де відбувалося їх формування і звідки вони розселилися по всьому Прибайкаллю.